# Церква святого великомученика Димитрія (Саджівки)
Церква святого великомученика Димитрія в Саджівці — парафія і храм греко-католицької громади Гримайлівського деканату Бучацької єпархії Української греко-католицької церкви в селі Саджівка Чортківського району Тернопільської области.

## Історія церкви
У селі є дві муровані церкви: церква Святого Великомученика Димитрія (1911), що належить УГКЦ, та церква, збудована у 1998 році, що підпорядкована ПЦУ. Церква Святого Димитрія є дочірньою до парафії і церкви Пресвятої Трійці в селі Красне.
З 1946 по 1960 рік парафія належала РПЦ. У 1960 році радянська влада закрила її, перетворивши на музей.
Богослужіння відновили у 1990 році у підпорядкуванні РПЦ. У липні 1991 року була створена парафія УГКЦ.
У 2011 році парафія відсвяткувала 100-річчя храму. До цієї дати на кошти вірних було відреставровано іконостас, автором якого є відомий художник Антін Манастирський, а також кивот, виготовлено тетрапод та виконано інші роботи. Реставрацію проводили художники-реставратори П. Демкович та його дочка Ю. Скаховська.
У грудні 2011 року владика Бучацької єпархії Димитрій Григорак освятив оновлений інтер'єр церкви та взяв участь у святкуванні ювілею.
При парафії діє братство «Апостольство молитви». На території села також встановлена фігура Матері Божої (1992).

## Парохи
- о. Йосиф Ганкевич (1911—1932),
- о. Ковальчук (1932—1940),
- о. Степан Котик (1940—1960),
- о. Євграф Ржапецький (1990—1991),
- о. Іван Козій (1991—1994),
- о. Олег Сарабун (з 1994).